# Alessandro Achillini
Alessandro Achillini, italijanski filozof in zdravnik, * 20. oktober 1463, Bologna, † 2. avgust 1512, Bologna.